# Jean-Louis Brunet
Pour les articles homonymes, voir Brunet.
Jean-Louis Brunet, canoniste français, né à Arles, en 1688, d'une famille originaire de Salon-de-Provence.

## Biographie
Il fut reçu avocat au parlement de Paris en 1717, et mourut sur la fin d'avril 1747, « comme meurent la plupart des savants, dit Durand de Maillane, sans fortune et sans récompense, mais jouissant d'une considération qui rejaillit sur leur nom. » 

## Publications
1. le Parfait notaire apostolique, Paris, 1728, 1730, 1734, 2 vol. in-4°, dont la meilleure édition est celle de Lyon, 1775., avec les notes de Durand de Maillane, 2 vol. in-4°.
2. Histoire du droit canonique et du gouvernement de l'Église, Paris, 1720, ou avec la date de 1729, in-12. Cet ouvrage, où l'on trouve des opinions trop hardies[2], était destiné à pressentir le goût du public sur des Instituts du droit canonique de France, auxquelles l'auteur travaillait depuis longtemps, mais qui n'ont pas vu le jour.
3. Traité du Champart, impr. à la suite d'une nouvelle édition qu'il a donnée du Recueil des principales décisions, sur les dîmes de E. Drapier, 1741.
4. une nouvelle édition du Traité de l'Abus de Févret, corrigée, augmentée, enrichie de savantes notes, dans lequel il a inséré la Défense de la juridiction ecclésiastique de Hauteserre, Lyon, vol. in-fol.
5. une nouvelle édition du Traité des droits et des libertés de l'Église gallicane, Paris, vol. in-fol., avec d'excellentes notes et une dissertation curieuse de l'auteur, en forme de lettres, sur la conférence de Vincennes en 1329. Le grand vice de cet ouvrage, comme l'a dit l'abbé Fleury, est qu'on veut y établir le droit par les faits, au lieu de juger les faits par le droit : mais le défaut de cette édition est que Brunet a négligé d'y mettre l'ordre didactique dans la distribution des pièces, et d'y insérer celles que les événements postérieurs aux premières  éditions de cet ouvragé auraient pu lui fournir. Prévôt, savant avocat au parlement de Paris, mort en 1753, y a fait des observations qui sont déposées en manuscrit à la bibliothèque des avocats.
6. une nouvelle édition des Maximes du droit canonique de France ; de Louis Dubois, corrigées et augmentées.

## Source
« Jean-Louis Brunet », dans Louis-Gabriel Michaud, Biographie universelle ancienne et moderne : histoire par ordre alphabétique de la vie publique et privée de tous les hommes avec la collaboration de plus de 300 savants et littérateurs français ou étrangers, 2e édition, 1843-1865 [détail de l’édition]